# Ancuya
Ancuya es un municipio colombiano ubicado en el departamento de Nariño. Se sitúa a setenta kilómetros de San Juan de Pasto, la capital del departamento. Tiene bajo su jurisdicción el centro poblado: Indo Santa Rosa.

## Historia
Ancuya fue fundado por los españoles Francisco Bravo, Fernando de la Chica y Juan de Bocanegra el 26 de febrero de 1544.
Fiestas de la Virgen de Ancuya
Se celebran las fiestas del 1 al 5 de julio, recordando a la advocación de la virgen María en estado gestante, cuando visita a su prima Isabel tras la Anunciación. La fiesta fue trasladada por el Vaticano al 31 de mayo tras la reforma de 1969 de Pablo VI, mas en muchas poblaciones se sigue celebrando el 2 de julio, siendo el caso de este municipio.
Lugar de fundación
Se sabe que originalmente el pueblo fue fundado y edificado en un lugar distinto al que hoy por hoy conocemos como Ancuya, sitio al que se conoce como Pueblo viejo, donde hay vestigios del otrora fuera el Ancuya original.

## Geografía
Ubicado en la subregión Andina de Colombia, está localizado a 70 km de la capital del departamento (San Juan de Pasto). Se encuentra a una altitud de 1.358 metros sobre el nivel del mar.
El río más cercano es el Guáitara, en la parte oriental, el cual corre de sur a norte. La temperatura promedio es de 24 °C.

### Término municipal
Limita con los municipios de Linares, Guaitarilla, Samaniego, Sandoná y Consacá.

## Vías de comunicación
Existen varias vías de acceso terrestres desde San Juan de Pasto, capital de Nariño.
Se puede ingresar por la vía circunvalar al Galeras que comunica los municipios de Consacá 2,5 horas de viaje y de Sandoná1,5 horas de viaje y posteriormente se toma la variante Ancuya.
Además, de ésta, se puede ingresar por las vías de los municipios de Guaitarilla y de Samaniego. En este recorrido el tiempo de viaje es de aproximadamente 2,5 horas desde la ciudad de Pasto.
Las vías están completamente destapadas, y el escaso mantenimiento, ante el uso constante de empresas de transporte; pasajeros y carga, hace que el acceso sea difícil y por ende su desarrollo.
Actualmente no hay ningún proyecto de mejoramiento o de pavimentación de la red vial, que influye definitivamente en el desarrollo de este bello Municipio, cálido y acogedor. El gobierno nacional de Juan Manuel Santos, anuncio su desvinculación en el arreglo de estas vías terciarias y quedan en manos de los burgomaestres de turno.

## Turismo
- Mercado: En Ancuya el día de mercado comienza sábado y termina el domingo. Sus principales productos son: La papa, el plátano, la cebolla. Trae los productos del municipio de Túquerres y sus alrededores.

La gente del pueblo va al mercado el sábado y la gente del campo viene el día domingo, la plaza de mercado se divide en dos, en la una parte vende lo de grano y víveres y en la otra parte vende las verduras , frutas y legumbres; el Santuario de la Virgen, se ubica al frente del parque.

### Lugares de turismo
- El Ingenio por la quebrada Onda,
- La Loma: tiene una capilla, una cancha de fútbol, cerca se encuentra el Colegio de la Loma,
- La piscina del Papayal.
- El Santuario de la Virgen de la Visitación: el municipio de Ancuya se caracteriza por ser un lugar con muchos lugares para visitar como el Santuario de la Virgen de Visitación.
- Sus fiestas patronales en honor a la Virgen se celebran los días 1, 2 y 3 de julio de cada año. Alrededor del pueblo hay veredas y plantaciones de caña de azúcar así como fábricas pequeñas de panela.

Un producto típico de la región,
Es un lugar con empresas paneleras y cultivos de caña de azúcar, de grandes extensiones de tierra, cuenta con una cancha de microfútbol y fútbol.
En Ancuya, el turismo es muy conocido por la caña de azúcar que sirve para ser transportada a otros departamentos y sirva de economía para nuestro pueblo salir adelante.
Algo de cultura
Ancuya es caracterizado por ser cuna de grandes músicos, su descendencia artística es la principal razón para que familias enteras se destaquen por un talento en común; utilizando instrumentos comunes en la región, como la guitarra, el requinto, la timba, el güiro, las congas entre otros; 
Destaca entre los grupos la Banda Dos de Julio quien fue ganadora en varias oportunidades en el concurso nacional de bandas en Samaniego Nariño.

## Economía
La caña de azúcar,
La economía en el municipio de Ancuya, gira específicamente en torno al cultivo de la caña de azúcar, la cual es utilizada en la fabricación de panela producto de la canasta familiar que es comercializada en las principales plazas mercantiles de Colombia.
Los últimos estudios demuestran que la mejor panela de Colombia se fabrica en la empresa panelera [La Palestina] situada en la vereda la Loma, a 20 minutos del casco urbano. En torno a la caña de azúcar hay muchos ejercicios laborales desde la siembra, el corte, el transporte, la destilación, el proceso de cocimiento y solidificación del guarapo (nombre propio dado al jugo de caña).
Elaboración de sombreros,
dijes, bolsos, individuales y otros adornos con la fibra de paja toquilla ha presentado un importante desarrollo como actividad económica, principalmente para la mujer cabeza de familia. Se trata de fomentar esta actividad, como resultado ha surgido la Asociación de Mujeres Artesanas AMA. La marca que representa este arte es Argui.
Otro producto importante para la economía del municipio de Ancuya es el café. Cultivado principalmente en las veradas de: yanancha, la Quinua, San Antonio, Estanco- barrancas, Tustián y en la parte baja de la vereda de Indo.

## Colegio
Ancuya cuenta con dos colegios uno ellos la Institución Educatica Carlos Albornoz Rosas.

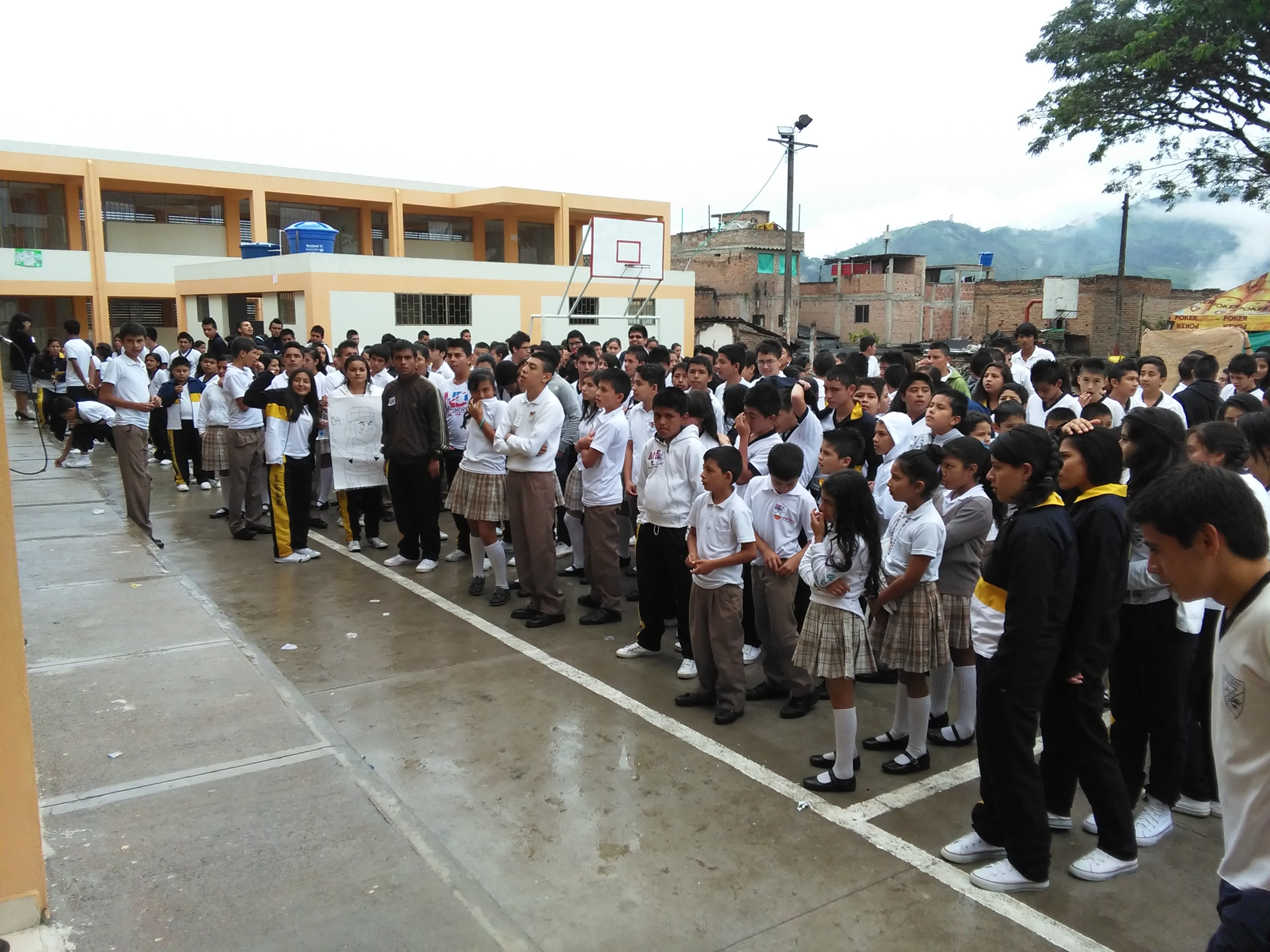
Colegio de Ancuya

## Centro Educativo Indo
El centro educativo Indo es una escuela ubicada en la zona rural del municipio de Ancuya, queda a aproximadamente 13 km del casco urbano.
Actualmente se dicta desde el grado 0 o transición hasta el grado 5to.
Su planta docente la conforman dos profesores y se cuenta con un total de 28 niños pertenecientes a la vereda Indo y sus sectores cercanos.
La escuela trabaja con el modelo "Escuela Nueva" y actualmente se está iniciando en el proceso de incorporación de las Tic en la educación, contribuyendo a fortalecer el aprendizaje y enseñanza de los estudiantes del centro educativo.
Actualmente se están llevando a cabo unas capacitaciones y cursos a docentes y padres de familia de los estudiantes del centro educativo Indo, promovido por el Proyecto Investic de la gobernación de Nariño y ejecutado por la Universidad de Nariño.